# Mas de las Matas
Mas de la Matas ist eine Stadt und Gemeinde (municipio) mit 1.225 Einwohnern (Stand: 2024) in der Provinz Teruel in der Autonomen Region Aragón in Spanien. Zur Gemeinde gehört die Wüstung Camarón.

## Lage
Mas de la Matas liegt etwa 100 Kilometer nordöstlich von Teruel in einer Höhe von ca. 495 m am Río Guadalope, der die Gemeinde im Süden und Osten begrenzt. 

## Bevölkerungsentwicklung
| Jahr      | 1970 | 1981 | 1991 | 2001 | 2011 | 2021 |
| Einwohner | 1573 | 1557 | 1512 | 1432 | 1360 | 1270 |

## Sehenswürdigkeiten
- Johannes-der-Täufer-Kirche (Iglesia de San Juan Bautista)
- Heimatmuseum

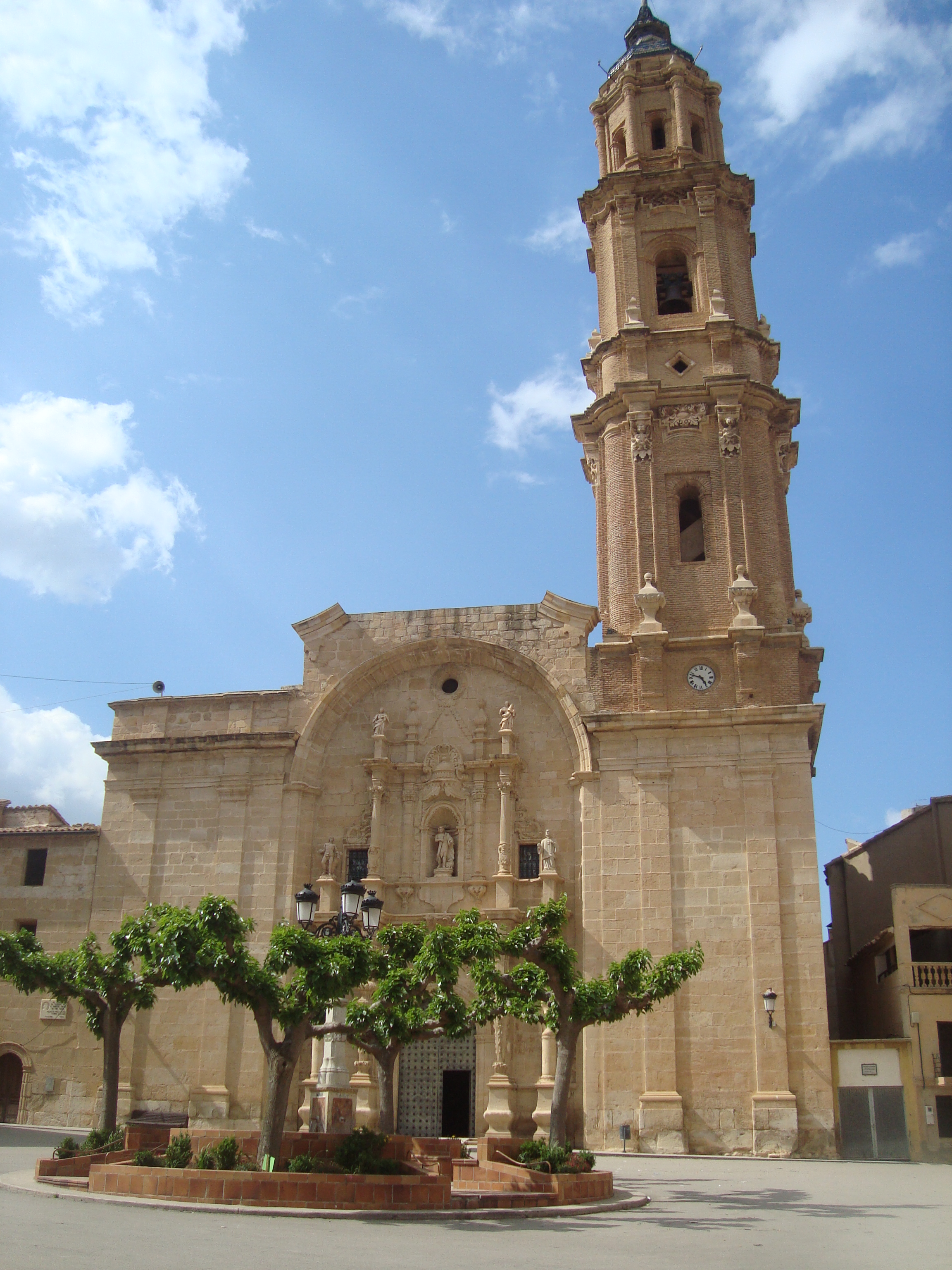
Johannes-der-Täufer-Kirche
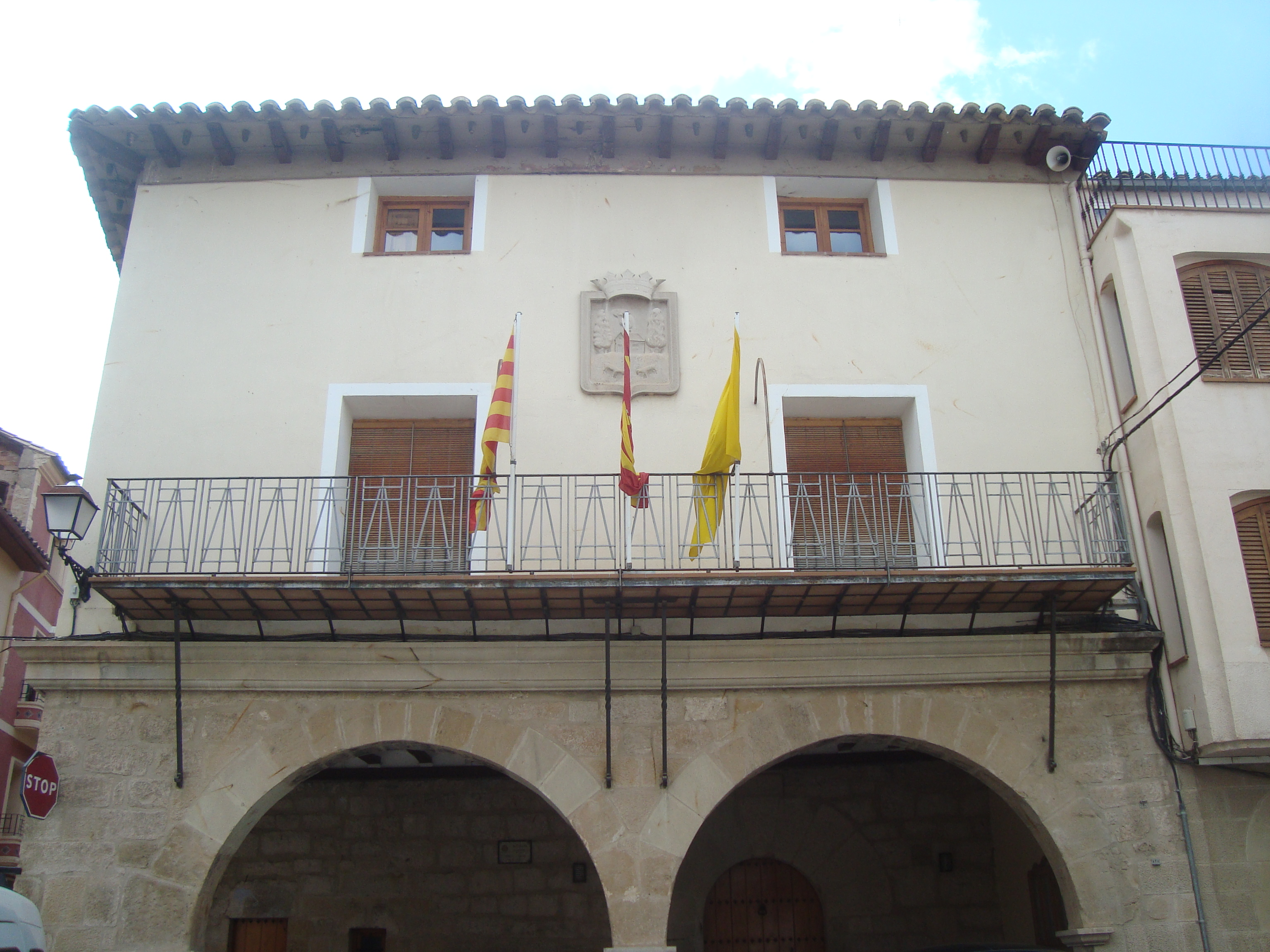
Rathaus